# Disraeli Gears
| 전문가 평가                       | 전문가 평가 |
| 평가 점수                         | 평가 점수   |
| 출처                              | 점수        |
| --------------------------------- | ----------- |
| AllMusic                          | [ 1 ]       |
| BBC Music                         | Positive    |
| Chicago Tribune                   | [ 3 ]       |
| The Encyclopedia of Popular Music | [ 4 ]       |
| Great Rock Discography            | [ 5 ]       |
| MusicHound                        | [ 6 ]       |
| Music Story                       | [ 5 ]       |
| Sputnikmusic                      | [ 7 ]       |

《Disraeli Gears》는 영국의 록 밴드 크림의 두 번째 스튜디오 음반이다. 1967년 11월 2일에 발매되었고, 영국 음반 차트에서 5위에 올랐다. 그것은 또한 이 그룹의 미국적인 돌파구가 되었고, 1968년에 대규모 판매자가 되었고, 미국 차트에서 4위에 올랐다. 이 음반은 호주 음반 차트에서 2주 동안 1위를 차지했으며, 미국의 연말 음반 차트에서 《캐시박스》가 1968년 1위에 올랐다. 이 음반에는 두 싱글 〈Strange Brew〉와 〈Sunshine of Your Love〉가 수록되어 있다.
원곡 11트랙 음반은 1998년에 리메이크되었으며, 그 후 2004년에 2디스크 디럭스 에디션으로 발매되었다.

## 배경

### 제목
드러머 진저 베이커는 이 음반의 제목이 19세기 영국 총리인 벤저민 디즈레일리가 언급했던 말라프로피즘에 바탕을 두고 있다고 회상했다.
제목이 어떻게 생겼는지 아세요? 디즈레일리 기어스 - 그렇죠? 우리는 이 오스틴 웨스트민스터를 가지고 있었고, 믹 터너는 저와 오랫동안 함께 해왔던 길잡이 중 한 명이었고, 그는 운전을 하고 있었고 에릭 클랩튼은 경주용 자전거를 타는 것에 대해 이야기하고 있었습니다. 믹은 운전하다가 '오, 그래 – 디즈레일리 기어스!'라는 뜻으로 자전거 변속기라는 뜻인데요... 우리 모두 넘어졌어요... 그게 음반 제목이라고 했었죠.

### 오리지널 음반
이 음반은 머레이 더 케이의 "5차원의 음악" 콘서트 시리즈의 일부로 밴드의 9개 쇼에 이어 1967년 5월 뉴욕의 애틀랜틱 스튜디오에서 녹음되었습니다. 크림의 미국 레이블인 앳코 레코드는 애틀랜틱 레코드의 완전한 소유의 자회사였다.
이 세션은 마운틴의 베이시스트 펠릭스 파팔라디가 아내 게일 콜린스와 함께 〈Strange Brew〉와 〈World of Pain〉을 공동 작곡했으며 후에 《Layla and Other Assorted Love Songs》와 《461 Ocean Boulevard》와 같은 프로젝트에서 클랩튼과 함께 작업할 톰 다우드가 프로듀싱을 했다. 애틀랜틱 레코드 소유주 아메트 어터건도 세션 중에 참석했다.
다우드에 따르면 녹음 세션은 3일 반밖에 걸리지 않았는데, 이는 음반의 길이를 고려한 업적이다. 그 밴드의 비자는 녹음 마지막 날에 만료되었다.
원래 11트랙 음반은 음반 삽화에 첨부된 보너스 사진들을 포함하여 1998년 폴리그램 스튜디오에서 조지프 M. 팔머치오에 의해 리메이크되었다.

### 디럭스 에디션
"Disraeli Gears Deluxe Edition"은 BBC 라디오에서 밴드의 라이브 세션에서 가져온 모노와 스테레오, 데모, 대체 테이크 및 트랙에 수록된 전체 음반을 포함한다. 잭 브루스의 첫 번째 솔로 음반 《Songs for a Tailor》가 나올 때까지 발매되지 않았던 〈Weird of Hermiston〉과 〈The Clearout〉의 리드 보컬과 데모 곡에 에릭 클랩튼과 함께한 〈Blue Condition〉이 포함되어 있다.

## 곡 목록
| #  | 제목                      | 작사·작곡                                 | 리드 보컬          | 재생 시간 |
| -- | ------------------------- | ----------------------------------------- | ------------------ | --------- |
| 1. | 〈Strange Brew〉          | 에릭 클랩튼, 펠릭스 파팔라디, 게일 콜린스 | 에릭 클랩튼        | 2:46      |
| 2. | 〈Sunshine of Your Love〉 | 잭 브루스, 클랩튼, 피트 브라운            | 잭 브루스와 클랩튼 | 4:10      |
| 3. | 〈World of Pain〉         | 파팔라디, 콜린스                          | 클랩튼과 브루스    | 3:02      |
| 4. | 〈Dance the Night Away〉  | 브루스, 브라운                            | 클랩튼과 브루스    | 3:34      |
| 5. | 〈Blue Condition〉        | 진저 베이커                               | 진저 베이커        | 3:29      |

| #  | 제목                       | 작사·작곡                    | 리드 보컬               | 재생 시간 |
| -- | -------------------------- | ---------------------------- | ----------------------- | --------- |
| 1. | 〈Tales of Brave Ulysses〉 | 클랩튼, 마틴 샤프            | 브루스                  | 2:46      |
| 2. | 〈SWLABR〉                 | 브루스, 브라운               | 브루스                  | 2:31      |
| 3. | 〈We're Going Wrong〉      | 브루스                       | 브루스                  | 3:27      |
| 4. | 〈Outside Woman Blues〉    | 블라인드 조 레이놀즈, 클랩튼 | 클랩튼                  | 2:25      |
| 5. | 〈Take It Back〉           | 브루스, 브라운               | 브루스                  | 3:05      |
| 6. | 〈Mother's Lament〉        | 민요, 브루스, 클랩튼, 베이커 | 베이커, 클랩튼과 브루스 | 1:47      |

## 인증
| 국가                       | 인증     | 판매량/출하량 |
| -------------------------- | -------- | ------------- |
| 오스트레일리아 (ARIA)      | 플래티넘 | 70,000^       |
| 영국 (BPI)                 | 골드     | 100,000^      |
| 미국 (RIAA)                | 플래티넘 | 1,000,000^    |
| ^출하량을 기반으로 한 인증 |          |               |